# Elaeocarpus nanus
Elaeocarpus nanus är en tvåhjärtbladig växtart. Elaeocarpus nanus ingår i släktet Elaeocarpus och familjen Elaeocarpaceae.

## Underarter
Arten delas in i följande underarter:
- E. n. congestifolius
- E. n. nanus
- E. n. sumatrensis